# Championnat du monde de Formule 1 1989
Navigation
1988 1990
Le championnat  du monde de Formule 1 1989 est remporté par le Français Alain Prost sur une McLaren-Honda. McLaren remporte le championnat du monde des constructeurs.
Ce championnat, qui marque l'interdiction définitive des moteurs turbocompressés et le retour aux propulseurs atmosphériques de 3 500 cm³, est le cadre d'une farouche lutte au sommet entre les deux pilotes déjà champions du monde avec McLaren, Alain Prost (sacré en 1985 et 1986) et Ayrton Senna (tenant du titre) dont les rapports se dégradent, leur relation devenant franchement conflictuelle, tout au long de la saison. Si Senna remporte six courses, Prost, avec quatre victoires, est plus régulier et se retrouve en position de remporter son troisième titre mondial lors du Grand Prix du Japon à Suzuka. Au quarante-sixième tour de course, Senna attaque Prost dans la chicane mais ce dernier ferme la porte ce qui provoque une collision. Si Prost abandonne, Senna réussit à repartir avec l'aide des commissaires en prenant l'échappatoire. Il passe le drapeau à damier en première position mais est disqualifié, ce qui permet à Prost de le devancer définitivement au classement des pilotes avec 16 points d'avance.

## Repères

### Pilotes
Débuts en tant que pilote-titulaire : 
- Johnny Herbert chez Benetton.
- Olivier Grouillard chez Ligier.
- Gregor Foitek chez Eurobrun.
- Bertrand Gachot chez Onyx
- Volker Weidler chez Rial.
- Joachim Winkelhock chez AGS
- Jean Alesi chez Tyrrell à partir du GP de France à la place de Michele Alboreto démissionnaire.
- Martin Donnelly chez Arrows pour le GP de France en remplacement de Derek Warwick.
- Emanuele Pirro chez Benetton à partir du GP de France pour remplacer Johnny Herbert en convalescence.
- Paolo Barilla chez Minardi pour le GP du Japon à la place de Pierluigi Martini blessé.
- Éric Bernard chez Larrousse pour les GP de France et de Grande-Bretagne pour suppléer Yannick Dalmas limogé.
- Enrico Bertaggia chez Coloni à partir du GP de Belgique pour remplacer Pierre-Henri Raphanel parti chez Rial.
- JJ Lehto chez Onyx à partir du GP du Portugal à la place de Bertrand Gachot limogé.

 Transferts : 
- Michele Alboreto quitte Ferrari pour Tyrrell.
- Thierry Boutsen quitte Benetton pour Williams.
- Stefano Modena quitte Eurobrun pour Brabham.
- Piercarlo Ghinzani quitte Zakspeed pour Osella.
- Andrea De Cesaris quitte Rial pour Dallara.
- Nigel Mansell quitte Williams pour Ferrari.
- Pierre-Henri Raphanel quitte Larrousse pour Coloni.
- Stefan Johansson quitte Ligier pour Onyx.

 Retraits : 
- Jean-Louis Schlesser (1 GP en 1988).
- Adrián Campos (17 GP en 1987 et 1988).

 Retours : 
- Martin Brundle (55 GP et 10 points entre 1984 et 1988) chez Brabham.
- Yannick Dalmas (16 GP en 1987 et 1988) chez Larrousse.
- Roberto Moreno (2 GP en 1987) chez Coloni.
- Aguri Suzuki (1 GP en 1988) chez Zakspeed.
- Christian Danner (32 GP et 1 point entre 1985 et 1987) chez Rial.

 Transfert en cours de saison : 
- Pierre-Henri Raphanel quitte Coloni pour Rial à partir du GP de Belgique en remplacement de Volker Weidler.

 Retours en cours de saison : 
- Gabriele Tarquini chez AGS pour remplacer Philippe Streiff blessé pour toute la saison.
- Oscar Larrauri chez Eurobrun à partir du GP d'Italie à la place de Gregor Foitek démissionnaire.
- Après avoir limogé son contrat avec Tyrrell, Michele Alboreto rejoint Larrousse à partir du GP d'Allemagne.
- Johnny Herbert chez Tyrrell pour les GP de Belgique et de Portugal à la place de Jean Alesi.
- Agacé par Eurobrun, Gregor Foitek rejoint Rial pour le GP d'Espagne en remplacement de Christian Danner démissionnaire.
- Débarqué par Onyx, Bertrand Gachot rejoint Rial pour les 2 derniers Grands Prix de la saison à la place de Gregor Foitek.
- Après son départ de Larrousse, Yannick Dalmas revient chez AGS pour suppléer Joachim Winkelhock.

### Écuries
- L'écurie Brabham Racing revient au championnat après 1 an d'absence.
- L'écurie Onyx intègre le championnat.
- Fournitures de moteurs Renault pour l'écurie Williams
- Fournitures de moteurs Ford pour les écuries Arrows, Osella, Ligier et Onyx.
- Fournitures de moteurs Judd pour les écuries Brabham, Lotus et Eurobrun.
- Fournitures de moteurs Lamborghini pour l'écurie Larrousse.
- Fournitures de moteurs Yamaha pour l'écurie Zakspeed.

### Circuits
- Le Grand Prix de Detroit devient le Grand Prix des États-Unis, disputé sur le circuit de Phoenix.

## Règlement sportif
- L'attribution des points s'effectue selon le barème 9, 6, 4, 3, 2, 1.
- Seuls les 11 meilleurs résultats sont retenus.
- Chaque Grand Prix a une distance prévue de 305 km (plus la fin du dernier tour), mais ne doit pas excéder 2 heures en temps. (Exception : GP de Monaco prévu pour 260 km environ).
- Les préqualifications sont réservées à toutes les monoplaces les moins bien classées lors du championnat précédent puis lors du demi-championnat en cours. La séance de préqualifications se déroule le vendredi matin de 8h00 à 9h00. Les pilotes titulaires des quatre meilleurs temps de la séance peuvent prendre part aux essais qualificatifs aux côtés des 26 monoplaces préqualifiées de droit. Ainsi, 30 monoplaces au maximum sont autorisées à poursuivre le déroulement du Grand Prix.
- Vendredi matin de 10h00 à 11h30 : essais libres (30 monoplaces maxi (26 + 4)).
- Vendredi après-midi de 13h00 à 14h00 : première séance d'essais qualificatifs (30 monoplaces maxi (26 + 4)).
- Samedi matin de 10h00 à 11h30 : essais libres (30 monoplaces maxi (26 + 4)).
- Samedi après-midi de 13h00 à 14h00 : seconde séance d'essais qualificatifs (30 monoplaces maxi (26 + 4)).
- À l'issue des deux séances de qualifications, les 26 monoplaces ayant réalisé les meilleurs temps sont qualifiées pour la course.
- Une séance d'essai de roulage en configuration de course (warm-up) est organisée le dimanche matin, de 10h00 à 10h30.
- Un second warm-up d'un quart d'heure peut être organisé si les conditions météorologiques prévues pour la course changent drastiquement par rapport aux conditions rencontrées lors du premier warm-up.

## Règlement technique
- Moteurs atmosphériques V12 maximum de 3 500 cm³ de cylindrée.
- Moteurs suralimentés interdits (apparus en 1977, dominateurs depuis 1983, les moteurs turbo sont interdits).
- Boîte de vitesses au nombre de rapports libre mais avec marche arrière obligatoire.
- Largeur hors-tout de la monoplace limitée à 215 cm.
- Aucune partie de la carrosserie de la monoplace ne doit dépasser de plus de 120 cm de l'axe des roues avant et 60 cm de l'axe des roues arrière.
- Garde au sol libre mais interdiction de fixer un quelconque élément entre le bas de la carrosserie et le sol (type "jupe" par exemple).
- Poids minimal de la monoplace fixée à 500 kg.
- Les parties supérieures des éléments aérodynamiques ne doivent pas dépasser la hauteur des jantes à l'avant et plus d'un mètre par rapport au sol à l'arrière.
- Les jantes reçoivent des pneus dont la largeur est fixée à 18 pouces (25,72 cm) et le diamètre à 26 pouces (66,04 cm).
- Carburant type aviation fourni par la FISA à taux d'octane maximum de 102 ou, hors d'Europe, un carburant choisi par chaque écurie du moment que le taux d'octane soit 102 au maximum.
- Protection obligatoire de tous les réservoirs d'huile placés à l'extérieur de la structure principale de la monoplace.
- Double circuit de freinage, les prises d'air de refroidissement des freins avant ne doivent pas excéder 14 cm de hauteur par rapport à l'axe horizontal de la roue.

## Pilotes et monoplaces
| Écurie                                  | Constructeur | Châssis      | Moteur          | Pneus | no | Pilotes               | Pilotes d'essais et de réserve                    |
| --------------------------------------- | ------------ | ------------ | --------------- | ----- | -- | --------------------- | ------------------------------------------------- |
| Honda Marlboro McLaren                  | McLaren      | MP4/5        | Honda V10       | G     | 1  | Ayrton Senna          | Emanuele Pirro Jonathan Palmer                    |
| Honda Marlboro McLaren                  | McLaren      | MP4/5        | Honda V10       | G     | 2  | Alain Prost           | Emanuele Pirro Jonathan Palmer                    |
| Tyrrell Racing Organisation             | Tyrrell      | 017B 018     | Ford V8         | G     | 3  | Jonathan Palmer       |                                                   |
| Tyrrell Racing Organisation             | Tyrrell      | 017B 018     | Ford V8         | G     | 4  | Michele Alboreto      |                                                   |
| Tyrrell Racing Organisation             | Tyrrell      | 017B 018     | Ford V8         | G     | 4  | Jean Alesi            |                                                   |
| Tyrrell Racing Organisation             | Tyrrell      | 017B 018     | Ford V8         | G     | 4  | Johnny Herbert        |                                                   |
| Canon Williams Team                     | Williams     | FW12C FW13   | Renault V10     | G     | 5  | Thierry Boutsen       | Mark Blundell                                     |
| Canon Williams Team                     | Williams     | FW12C FW13   | Renault V10     | G     | 6  | Riccardo Patrese      | Mark Blundell                                     |
| Motor Racing Developments               | Brabham      | BT58         | Judd V8         | P     | 7  | Martin Brundle        |                                                   |
| Motor Racing Developments               | Brabham      | BT58         | Judd V8         | P     | 8  | Stefano Modena        |                                                   |
| Arrows Grand Prix International         | Arrows       | A11          | Ford V8         | G     | 9  | Derek Warwick         |                                                   |
| Arrows Grand Prix International         | Arrows       | A11          | Ford V8         | G     | 9  | Martin Donnelly       |                                                   |
| Arrows Grand Prix International         | Arrows       | A11          | Ford V8         | G     | 10 | Eddie Cheever         |                                                   |
| Camel Team Lotus                        | Lotus        | 101          | Judd V8         | G     | 11 | Nelson Piquet         | Martin Donnelly                                   |
| Camel Team Lotus                        | Lotus        | 101          | Judd V8         | G     | 12 | Satoru Nakajima       | Martin Donnelly                                   |
| Leyton House March Racing Team          | March        | 881 CG891    | Judd V8         | G     | 15 | Mauricio Gugelmin     | Bruno Giacomelli                                  |
| Leyton House March Racing Team          | March        | 881 CG891    | Judd V8         | G     | 16 | Ivan Capelli          | Bruno Giacomelli                                  |
| Osella Squadra Corse                    | Osella       | FA1M         | Ford V8         | P     | 17 | Nicola Larini         |                                                   |
| Osella Squadra Corse                    | Osella       | FA1M         | Ford V8         | P     | 18 | Piercarlo Ghinzani    |                                                   |
| Benetton Formula Ltd                    | Benetton     | B188 B189    | Ford V8         | G     | 19 | Alessandro Nannini    | Johnny Dumfries Johnny Herbert Gary Brabham       |
| Benetton Formula Ltd                    | Benetton     | B188 B189    | Ford V8         | G     | 20 | Johnny Herbert        | Johnny Dumfries Johnny Herbert Gary Brabham       |
| Benetton Formula Ltd                    | Benetton     | B188 B189    | Ford V8         | G     | 20 | Emanuele Pirro        | Johnny Dumfries Johnny Herbert Gary Brabham       |
| BMS Scuderia Italia                     | Dallara      | 189          | Ford V8         | P     | 21 | Alex Caffi            |                                                   |
| BMS Scuderia Italia                     | Dallara      | 189          | Ford V8         | P     | 22 | Andrea De Cesaris     |                                                   |
| Minardi F1 Team                         | Minardi      | M188B M189   | Ford V8         | P     | 23 | Pierluigi Martini     | Paolo Barilla                                     |
| Minardi F1 Team                         | Minardi      | M188B M189   | Ford V8         | P     | 23 | Paolo Barilla         | Paolo Barilla                                     |
| Minardi F1 Team                         | Minardi      | M188B M189   | Ford V8         | P     | 24 | Luis Pérez-Sala       | Paolo Barilla                                     |
| Ligier Loto                             | Ligier       | JS33         | Ford V8         | G     | 25 | René Arnoux           |                                                   |
| Ligier Loto                             | Ligier       | JS33         | Ford V8         | G     | 26 | Olivier Grouillard    |                                                   |
| Scuderia Ferrari SpA SEFAC              | Ferrari      | 640          | Ferrari V12     | G     | 27 | Nigel Mansell         | Roberto Moreno Gianni Morbidelli Jyrki Järvilehto |
| Scuderia Ferrari SpA SEFAC              | Ferrari      | 640          | Ferrari V12     | G     | 28 | Gerhard Berger        | Roberto Moreno Gianni Morbidelli Jyrki Järvilehto |
| Larrousse & Calmels F1 Équipe Larrousse | Lola         | LC88B LC89   | Lamborghini V12 | G     | 29 | Yannick Dalmas        |                                                   |
| Larrousse & Calmels F1 Équipe Larrousse | Lola         | LC88B LC89   | Lamborghini V12 | G     | 29 | Éric Bernard          |                                                   |
| Larrousse & Calmels F1 Équipe Larrousse | Lola         | LC88B LC89   | Lamborghini V12 | G     | 29 | Michele Alboreto      |                                                   |
| Larrousse & Calmels F1 Équipe Larrousse | Lola         | LC88B LC89   | Lamborghini V12 | G     | 30 | Philippe Alliot       |                                                   |
| Coloni SpA                              | Coloni       | FC188B FC189 | Ford V8         | G     | 31 | Roberto Moreno        |                                                   |
| Coloni SpA                              | Coloni       | FC188B FC189 | Ford V8         | G     | 32 | Pierre-Henri Raphanel |                                                   |
| Coloni SpA                              | Coloni       | FC188B FC189 | Ford V8         | G     | 32 | Enrico Bertaggia      |                                                   |
| Eurobrun Racing                         | Eurobrun     | ER188B ER189 | Judd V8         | P     | 33 | Gregor Foitek         |                                                   |
| Eurobrun Racing                         | Eurobrun     | ER188B ER189 | Judd V8         | P     | 33 | Oscar Larrauri        |                                                   |
| West Zakspeed Racing                    | Zakspeed     | 891          | Yamaha V8       | P     | 34 | Bernd Schneider       |                                                   |
| West Zakspeed Racing                    | Zakspeed     | 891          | Yamaha V8       | P     | 35 | Aguri Suzuki          |                                                   |
| Moneytron Onyx Formula One              | Onyx         | ORE-1        | Ford V8         | G     | 36 | Stefan Johansson      |                                                   |
| Moneytron Onyx Formula One              | Onyx         | ORE-1        | Ford V8         | G     | 37 | Bertrand Gachot       |                                                   |
| Moneytron Onyx Formula One              | Onyx         | ORE-1        | Ford V8         | G     | 37 | Jyrki Järvilehto      |                                                   |
| Rial Racing                             | Rial         | ARC2         | Ford V8         | G     | 38 | Christian Danner      |                                                   |
| Rial Racing                             | Rial         | ARC2         | Ford V8         | G     | 38 | Gregor Foitek         |                                                   |
| Rial Racing                             | Rial         | ARC2         | Ford V8         | G     | 38 | Pierre-Henri Raphanel |                                                   |
| Rial Racing                             | Rial         | ARC2         | Ford V8         | G     | 39 | Volker Weidler        |                                                   |
| Rial Racing                             | Rial         | ARC2         | Ford V8         | G     | 39 | Pierre-Henri Raphanel |                                                   |
| Rial Racing                             | Rial         | ARC2         | Ford V8         | G     | 39 | Bertrand Gachot       |                                                   |
| AGS Racing                              | AGS          | JH23B JH24   | Ford V8         | G     | 40 | Philippe Streiff      |                                                   |
| AGS Racing                              | AGS          | JH23B JH24   | Ford V8         | G     | 40 | Gabriele Tarquini     |                                                   |
| AGS Racing                              | AGS          | JH23B JH24   | Ford V8         | G     | 41 | Joachim Winkelhock    |                                                   |
| AGS Racing                              | AGS          | JH23B JH24   | Ford V8         | G     | 41 | Yannick Dalmas        |                                                   |

## Grands Prix de la saison 1989
| no  | Date         | Grand Prix                    | Lieu              | Vainqueur          | Écurie           | Pole position    | Record du tour    | Résumé |
| --- | ------------ | ----------------------------- | ----------------- | ------------------ | ---------------- | ---------------- | ----------------- | ------ |
| 469 | 26 mars      | Grand Prix du Brésil          | Jacarepaguá       | Nigel Mansell      | Ferrari          | Ayrton Senna     | Riccardo Patrese  | Résumé |
| 470 | 23 avril     | Grand Prix de Saint-Marin     | Imola             | Ayrton Senna       | McLaren-Honda    | Ayrton Senna     | Alain Prost       | Résumé |
| 471 | 7 mai        | Grand Prix de Monaco          | Monaco            | Ayrton Senna       | McLaren-Honda    | Ayrton Senna     | Alain Prost       | Résumé |
| 472 | 28 mai       | Grand Prix du Mexique         | Mexico            | Ayrton Senna       | McLaren-Honda    | Ayrton Senna     | Nigel Mansell     | Résumé |
| 473 | 4 juin       | Grand Prix des États-Unis     | Phoenix           | Alain Prost        | McLaren-Honda    | Ayrton Senna     | Ayrton Senna      | Résumé |
| 474 | 18 juin      | Grand Prix du Canada          | Montréal          | Thierry Boutsen    | Williams-Renault | Alain Prost      | Jonathan Palmer   | Résumé |
| 475 | 9 juillet    | Grand Prix de France          | Le Castellet      | Alain Prost        | McLaren-Honda    | Alain Prost      | Maurício Gugelmin | Résumé |
| 476 | 16 juillet   | Grand Prix de Grande-Bretagne | Silverstone       | Alain Prost        | McLaren-Honda    | Ayrton Senna     | Nigel Mansell     | Résumé |
| 477 | 30 juillet   | Grand Prix d'Allemagne        | Hockenheim        | Ayrton Senna       | McLaren-Honda    | Ayrton Senna     | Ayrton Senna      | Résumé |
| 478 | 13 août      | Grand Prix de Hongrie         | Hungaroring       | Nigel Mansell      | Ferrari          | Riccardo Patrese | Nigel Mansell     | Résumé |
| 479 | 27 août      | Grand Prix de Belgique        | Spa-Francorchamps | Ayrton Senna       | McLaren-Honda    | Ayrton Senna     | Alain Prost       | Résumé |
| 480 | 10 septembre | Grand Prix d'Italie           | Monza             | Alain Prost        | McLaren-Honda    | Ayrton Senna     | Alain Prost       | Résumé |
| 481 | 24 septembre | Grand Prix du Portugal        | Estoril           | Gerhard Berger     | Ferrari          | Ayrton Senna     | Gerhard Berger    | Résumé |
| 482 | 1er octobre  | Grand Prix d'Espagne          | Jerez             | Ayrton Senna       | McLaren-Honda    | Ayrton Senna     | Ayrton Senna      | Résumé |
| 483 | 22 octobre   | Grand Prix du Japon           | Suzuka            | Alessandro Nannini | Benetton-Ford    | Ayrton Senna     | Alain Prost       | Résumé |
| 484 | 5 novembre   | Grand Prix d'Australie        | Adélaïde          | Thierry Boutsen    | Williams-Renault | Ayrton Senna     | Satoru Nakajima   | Résumé |

## Classement des pilotes
| Classement | Pilote                | Points  | BRA | SMA | MON | MEX | USA | CAN | FRA | GBR | ALL | HUN | BEL | ITA | POR | ESP | JAP | AUS |
| ---------- | --------------------- | ------- | --- | --- | --- | --- | --- | --- | --- | --- | --- | --- | --- | --- | --- | --- | --- | --- |
| Champion   | Alain Prost           | 76 (81) | 6   | 6   | 6   | (2) | 9   | -   | 9   | 9   | 6   | (3) | 6   | 9   | 6   | 4   | -   | -   |
| 2e         | Ayrton Senna          | 60      | -   | 9   | 9   | 9   | -   | -   | -   | -   | 9   | 6   | 9   | -   | -   | 9   | -   | -   |
| 3e         | Riccardo Patrese      | 40      | -   | -   | -   | 6   | 6   | 6   | 4   | -   | 3   | -   | -   | 3   | -   | 2   | 6   | 4   |
| 4e         | Nigel Mansell         | 38      | 9   | -   | -   | -   | -   | -   | 6   | 6   | 4   | 9   | 4   | -   | -   | -   | -   | -   |
| 5e         | Thierry Boutsen       | 37      | -   | 3   | -   | -   | 1   | 9   | -   | -   | -   | 4   | 3   | 4   | -   | -   | 4   | 9   |
| 6e         | Alessandro Nannini    | 32      | 1   | 4   | -   | 3   | -   | -   | -   | 4   | -   | -   | 2   | -   | 3   | -   | 9   | 6   |
| 7e         | Gerhard Berger        | 21      | -   | -   | -   | -   | -   | -   | -   | -   | -   | -   | -   | 6   | 9   | 6   | -   | -   |
| 8e         | Nelson Piquet         | 12      | -   | -   | -   | -   | -   | 3   | -   | 3   | 2   | 1   | -   | -   | -   | -   | 3   | -   |
| 9e         | Jean Alesi            | 8       |     |     |     |     |     |     | 3   | -   | -   | -   |     | 2   |     | 3   | -   | -   |
| 10e        | Derek Warwick         | 7       | 2   | 2   | -   | -   | -   | -   |     | -   | 1   | -   | 1   | -   | -   | -   | 1   | -   |
| 11e        | Eddie Cheever         | 6       | -   | -   | -   | -   | 4   | -   | -   | -   | -   | 2   | -   | -   | -   | -   | -   | -   |
| 12e        | Stefan Johansson      | 6       | -   | -   | -   | -   | -   | -   | 2   | -   | -   | -   | -   | -   | 4   | -   | -   | -   |
| 13e        | Michele Alboreto      | 6       | -   | -   | 2   | 4   | -   | -   |     |     | -   | -   | -   | -   | -   | -   | -   | -   |
| 14e        | Johnny Herbert        | 5       | 3   | -   | -   | -   | 2   | -   |     |     |     |     | -   |     | -   |     |     |     |
| 15e        | Pierluigi Martini     | 5       | -   | -   | -   | -   | -   | -   | -   | 2   | -   | -   | -   | -   | 2   | -   |     | 1   |
| 16e        | Mauricio Gugelmin     | 4       | 4   | -   | -   | -   | -   | -   | -   | -   | -   | -   | -   | -   | -   | -   | -   | -   |
| 17e        | Andrea De Cesaris     | 4       | -   | -   | -   | -   | -   | 4   | -   | -   | -   | -   | -   | -   | -   | -   | -   | -   |
| 18e        | Stefano Modena        | 4       | -   | -   | 4   | -   | -   | -   | -   | -   | -   | -   | -   | -   | -   | -   | -   | -   |
| 19e        | Alex Caffi            | 4       | -   | -   | 3   | -   | -   | 1   | -   | -   | -   | -   | -   | -   | -   | -   | -   | -   |
| 20e        | Martin Brundle        | 4       | -   | -   | 1   | -   | -   | -   | -   | -   | -   | -   | -   | 1   | -   | -   | 2   | -   |
| 21e        | Satoru Nakajima       | 3       | -   | -   | -   | -   | -   | -   | -   | -   | -   | -   | -   | -   | -   | -   | -   | 3   |
| 22e        | Christian Danner      | 3       | -   | -   | -   | -   | 3   | -   | -   | -   | -   | -   | -   | -   | -   |     |     |     |
| 23e        | Emanuele Pirro        | 2       |     |     |     |     |     |     | -   | -   | -   | -   | -   | -   | -   | -   | -   | 2   |
| 24e        | René Arnoux           | 2       | -   | -   | -   | -   | -   | 2   | -   | -   | -   | -   | -   | -   | -   | -   | -   | -   |
| 25e        | Jonathan Palmer       | 2       | -   | 1   | -   | -   | -   | -   | -   | -   | -   | -   | -   | -   | 1   | -   | -   | -   |
| 26e        | Olivier Grouillard    | 1       | -   | -   | -   | -   | -   | -   | 1   | -   | -   | -   | -   | -   | -   | -   | -   | -   |
| 27e        | Gabriele Tarquini     | 1       |     | -   | -   | 1   | -   | -   | -   | -   | -   | -   | -   | -   | -   | -   | -   | -   |
| 28e        | Luis Pérez-Sala       | 1       | -   | -   | -   | -   | -   | -   | -   | 1   | -   | -   | -   | -   | -   | -   | -   | -   |
| 29e        | Philippe Alliot       | 1       | -   | -   | -   | -   | -   | -   | -   | -   | -   | -   | -   | -   | -   | 1   | -   | -   |
| 30e        | Ivan Capelli          | 0       | -   | -   | -   | -   | -   | -   | -   | -   | -   | -   | -   | -   | -   | -   | -   | -   |
| 31e        | Éric Bernard          | 0       |     |     |     |     |     |     | -   | -   |     |     |     |     |     |     |     |     |
| 32e        | Bertrand Gachot       | 0       | -   | -   | -   | -   | -   | -   | -   | -   | -   | -   | -   | -   |     |     | -   | -   |
| 33e        | Nicola Larini         | 0       | -   | -   | -   | -   | -   | -   | -   | -   | -   | -   | -   | -   | -   | -   | -   | -   |
| 34e        | Martin Donnelly       | 0       |     |     |     |     |     |     | -   |     |     |     |     |     |     |     |     |     |
| 35e        | Roberto Moreno        | 0       | -   | -   | -   | -   | -   | -   | -   | -   | -   | -   | -   | -   | -   | -   | -   | -   |
| 36e        | Jyrki Järvilehto      | 0       |     |     |     |     |     |     |     |     |     |     |     |     | -   | -   | -   | -   |
| 37e        | Piercarlo Ghinzani    | 0       | -   | -   | -   | -   | -   | -   | -   | -   | -   | -   | -   | -   | -   | -   | -   | -   |
| 38e        | Bernd Schneider       | 0       | -   | -   | -   | -   | -   | -   | -   | -   | -   | -   | -   | -   | -   | -   | -   | -   |
| 39e        | Pierre-Henri Raphanel | 0       | -   | -   | -   | -   | -   | -   | -   | -   | -   | -   | -   | -   | -   | -   | -   | -   |
| 40e        | Yannick Dalmas        | 0       | -   | -   | -   | -   | -   | -   |     | -   | -   | -   | -   | -   | -   | -   | -   | -   |
| 41e        | Paolo Barilla         | 0       |     |     |     |     |     |     |     |     |     |     |     |     |     |     | -   |     |
| 42e        | Volker Weidler        | 0       | -   | -   | -   | -   | -   | -   | -   | -   | -   | -   |     |     |     |     |     |     |
| 43e        | Gregor Foitek         | 0       | -   | -   | -   | -   | -   | -   | -   | -   | -   | -   | -   |     |     | -   |     |     |
| 44e        | Aguri Suzuki          | 0       | -   | -   | -   | -   | -   | -   | -   | -   | -   | -   | -   | -   | -   | -   | -   | -   |
| 45e        | Joachim Winkelhock    | 0       | -   | -   | -   | -   | -   | -   | -   |     |     |     |     |     |     |     |     |     |
| 46e        | Enrico Bertaggia      | 0       |     |     |     |     |     |     |     |     |     |     | -   | -   | -   | -   | -   | -   |
| 47e        | Oscar Larrauri        | 0       |     |     |     |     |     |     |     |     |     |     |     | -   | -   | -   | -   | -   |

## Classement des constructeurs
| Classement | Constructeurs    | Points | BRA | SMA | MON | MEX | USA | CAN | FRA | GBR | ALL | HUN | BEL | ITA | POR | ESP | JAP | AUS |
| ---------- | ---------------- | ------ | --- | --- | --- | --- | --- | --- | --- | --- | --- | --- | --- | --- | --- | --- | --- | --- |
| Champion   | McLaren-Honda    | 141    | 6   | 15  | 15  | 11  | 9   | -   | 9   | 9   | 15  | 9   | 15  | 9   | 6   | 13  | -   | -   |
| 2e         | Williams-Renault | 77     | -   | 3   | -   | 6   | 7   | 15  | 4   | -   | 3   | 4   | 3   | 7   | -   | 2   | 10  | 13  |
| 3e         | Ferrari          | 59     | 9   | -   | -   | -   | -   | -   | 6   | 6   | 4   | 9   | 4   | 6   | 9   | 6   | -   | -   |
| 4e         | Benetton-Ford    | 39     | 4   | 4   | -   | 3   | 2   | -   | -   | 4   | -   | -   | 2   | -   | 3   | -   | 9   | 8   |
| 5e         | Tyrrell-Ford     | 16     | -   | 1   | 2   | 4   | -   | -   | 3   | -   | -   | -   | -   | 2   | 1   | 3   | -   | -   |
| 6e         | Lotus-Judd       | 15     | -   | -   | -   | -   | -   | 3   | -   | 3   | 2   | 1   | -   | -   | -   | -   | 3   | 3   |
| 7e         | Arrows-Ford      | 13     | 2   | 2   | -   | -   | 4   | -   | -   | -   | 1   | 2   | 1   | -   | -   | -   | 1   | -   |
| 8e         | Dallara-Ford     | 8      | -   | -   | 3   | -   | -   | 5   | -   | -   | -   | -   | -   | -   | -   | -   | -   | -   |
| 9e         | Brabham-Judd     | 8      | -   | -   | 5   | -   | -   | -   | -   | -   | -   | -   | -   | 1   | -   | -   | 2   | -   |
| 10e        | Onyx-Ford        | 6      | -   | -   | -   | -   | -   | -   | 2   | -   | -   | -   | -   | -   | 4   | -   | -   | -   |
| 11e        | Minardi-Ford     | 6      | -   | -   | -   | -   | -   | -   | -   | 3   | -   | -   | -   | -   | 2   | -   | -   | 1   |
| 12e        | March-Judd       | 4      | 4   | -   | -   | -   | -   | -   | -   | -   | -   | -   | -   | -   | -   | -   | -   | -   |
| 13e        | Rial-Ford        | 3      | -   | -   | -   | -   | 3   | -   | -   | -   | -   | -   | -   | -   | -   | -   | -   | -   |
| 14e        | Ligier-Ford      | 3      | -   | -   | -   | -   | -   | 2   | 1   | -   | -   | -   | -   | -   | -   | -   | -   | -   |
| 15e        | AGS-Ford         | 1      | -   | -   | -   | 1   | -   | -   | -   | -   | -   | -   | -   | -   | -   | -   | -   | -   |
| 16e        | Lola-Lamborghini | 1      | -   | -   | -   | -   | -   | -   | -   | -   | -   | -   | -   | -   | -   | 1   | -   | -   |
| 17e        | Osella-Ford      | 0      | -   | -   | -   | -   | -   | -   | -   | -   | -   | -   | -   | -   | -   | -   | -   | -   |
| 18e        | Coloni-Ford      | 0      | -   | -   | -   | -   | -   | -   | -   | -   | -   | -   | -   | -   | -   | -   | -   | -   |
| 19e        | Zakspeed-Yamaha  | 0      | -   | -   | -   | -   | -   | -   | -   | -   | -   | -   | -   | -   | -   | -   | -   | -   |
| 20e        | Eurobrun-Judd    | 0      | -   | -   | -   | -   | -   | -   | -   | -   | -   | -   | -   | -   | -   | -   | -   | -   |